# Atentado de julho de 1889
O Atentado de Julho de 1889 foi uma suposta tentativa de assassinato contra o imperador Pedro II do Brasil, ocorrida na noite de 15 de julho de 1889, no Rio de Janeiro, então capital do Império do Brasil. O evento, embora não tenha resultado em feridos e seu autor tenha sido posteriormente absolvido, tornou-se um sintoma da profunda crise política que levaria à Proclamação da República do Brasil quatro meses depois.
O episódio se desenrolou na Praça da Constituição (atual Praça Tiradentes) quando a família imperial deixava o Teatro Sant'Anna após uma apresentação. Um jovem imigrante português, Adriano Augusto do Valle, disparou um tiro de revólver para o ar, ou na direção da carruagem imperial, enquanto bradava "Viva a República!". O imperador permaneceu ileso e minimizou o ocorrido, mas o ato gerou intensas reações na imprensa e na sociedade, expondo as tensões entre republicanos, monarquistas e a comunidade portuguesa na capital.
Contrariando a crença popular de que o caso foi simplesmente ignorado por magnanimidade do imperador, o processo criminal ocorreu, mas seu desfecho se deu já sob o novo regime republicano. Em novembro de 1889, Adriano do Valle foi levado a júri popular e absolvido por unanimidade, sob o argumento de falta de provas de que o tiro fora direcionado à carruagem.

## Antecedentes: o clima político de 1889
O ano de 1889 foi o clímax de uma prolongada crise que desgastou as bases de sustentação do Império. A monarquia enfrentava o descontentamento de três importantes grupos:
- A elite agrária escravocrata, que se sentiu traída pela abolição da escravatura em 1888 sem a devida indenização, levando a uma adesão em massa ao republicanismo ("republicanos de 13 de maio").[3]
- Os militares, especialmente no Exército, que se sentiam desprestigiados e eram influenciados pelas ideias positivistas de ordem e progresso, vendo a República como um sistema mais moderno e eficiente.[4]
- Setores da Igreja Católica, em decorrência da Questão Religiosa na década de 1870, que abalou a relação entre o Estado e o clero.[5]

Nesse cenário, o movimento republicano, antes restrito a pequenos círculos intelectuais, ganhava força e visibilidade. Jornais como O Paiz, de Quintino Bocaiuva, promoviam abertamente a mudança de regime, aumentando a tensão política na capital. O atentado, embora isolado, foi imediatamente interpretado sob a ótica desse confronto iminente.

## O atentado

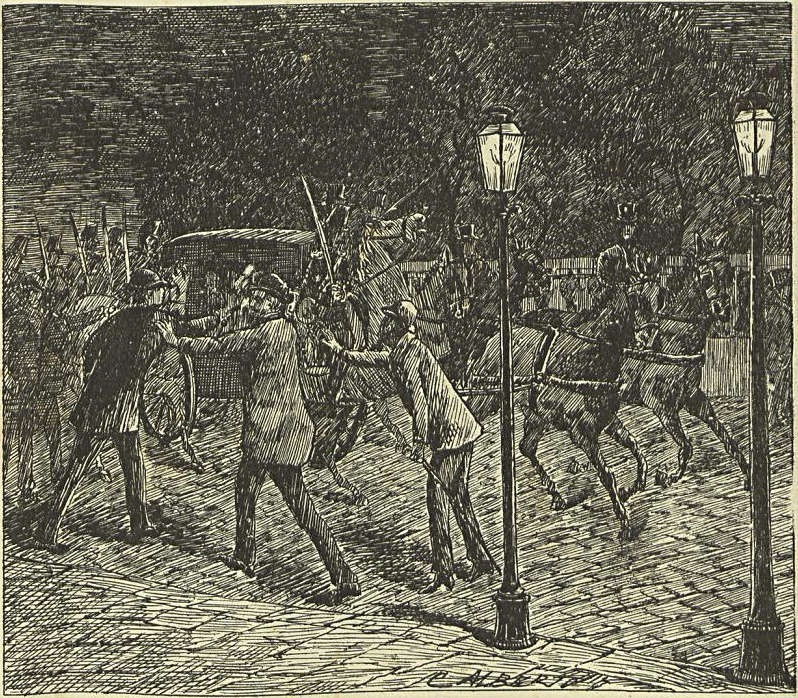
Representação do atentado na revista portuguesa O Ocidente de 11 de agosto de 1889.

Na noite de 15 de julho de 1889, uma segunda-feira, D. Pedro II, acompanhado da imperatriz Teresa Cristina de Bourbon-Duas Sicílias, da Princesa Isabel e de seu neto, o príncipe D. Pedro Augusto, assistiu a uma apresentação da aclamada violinista italiana Giulietta Dionesi no Teatro Sant'Anna. O teatro, localizado na Praça da Constituição, era um dos principais centros culturais do Rio de Janeiro, palco de importantes companhias e debates sobre a identidade artística nacional.
Por volta das 23h, ao final do espetáculo, a família imperial deixava o teatro. Enquanto a carruagem se afastava, passando em frente ao restaurante Maison Moderne, um jovem bem vestido aproximou-se e disparou um tiro de revólver. Testemunhas relataram que ele gritou "Viva a República!" ou "Morra a Monarquia! Viva a República!".

O tiro não atingiu ninguém. A reação imediata de D. Pedro II, registrada por diversas fontes, foi de calma e desdém. Ele teria dito ao cocheiro para seguir e comentado com a família:
Não foi nada, foi um tiro de louco! 
escreveu D. Pedro II, conforme relatado por fontes da época.
A carruagem seguiu pela Rua da Carioca em direção ao Paço Imperial, sem maiores incidentes. O atirador, em meio ao tumulto, conseguiu fugir inicialmente, mas foi capturado pela polícia pouco tempo depois.

## O autor: Adriano Augusto do Valle
Adriano Augusto do Valle era um imigrante português, natural de Coimbra, com cerca de 20 anos de idade. Trabalhava como caixeiro e estava desempregado na época do atentado. Fontes o descrevem como um jovem de "opiniões exageradas" e exaltado. A investigação policial apurou o boato de que ele já havia, em outra ocasião, atirado contra um retrato do Conde d'Eu.
Após o disparo, Adriano fugiu para um bar nas proximidades, onde, já embriagado pelo consumo de absinto, começou a se vangloriar do feito. Ele teria dito aos outros frequentadores que atirara no imperador e que o faria novamente, pois da primeira vez errara o alvo. Foi nesse estado que a polícia, liderada pelo delegado Bernardino Ferreira da Silva, o encontrou e prendeu em flagrante.
Embora tenha gritado palavras de ordem republicanas, as investigações e a própria imprensa da época não encontraram ligações formais entre Adriano e os líderes do Partido Republicano.

## A investigação e o julgamento
A condução do caso coube ao 2º delegado auxiliar, Dr. Bernardino Ferreira da Silva. O processo judicial foi instaurado, e o promotor designado foi o Dr. João da Costa Lima Drummond, um jovem advogado e eloquente orador que mais tarde se tornaria professor.
O julgamento, no entanto, só ocorreu em 23 de novembro de 1889, uma semana após a Proclamação da República. O contexto político havia mudado drasticamente. O juiz que presidiu o júri foi o Dr. Hollanda Cavalcanti.
A defesa de Adriano do Valle argumentou que:
- O grito de "Viva a República!" havia perdido sua relevância criminal, uma vez que a República já era o regime vigente.
- Não havia provas materiais conclusivas; ninguém ouviu o som da bala atingindo a carruagem, e nenhum projétil foi encontrado.
- O réu estava em estado de completa embriaguez, o que diminuía sua responsabilidade.

Por uma votação unânime de 10 a 0, o júri absolveu Adriano Augusto do Valle, considerando "não provado que o réu tivesse desfechado a arma na direção do carro imperial". A notícia da absolvição foi publicada pelo jornal Gazeta de Notícias em 24 de novembro de 1889.
A informação, presente na versão anterior deste artigo, de que Adriano do Valle teria falecido em Miracema em 1903, carece de fontes verificáveis e é contradita pelo fato documentado de sua absolvição e liberdade em 1889.

## Reações ao atentado
O atentado provocou uma onda de reações que expuseram as profundas divisões da sociedade brasileira. A imprensa, em particular, tornou-se o principal palco para a batalha de narrativas.

### Imprensa republicana
Os jornais republicanos, como O Paiz, de Quintino Bocaiuva, e a Gazeta da Tarde, adotaram uma estratégia de minimização de danos. Em editorial, Bocaiuva classificou o ato como um crime comum, produto da "auto-sugestão alcoólica" de um "infeliz", e não um ato político. Ele acusou os monarquistas de explorarem o evento para atacar o movimento republicano, que, segundo ele, era uma "evolução necessária e pacífica" e não dependia de atos de violência.

### Imprensa legalista e liberal
Jornais legalistas, mas com postura liberal, como a Gazeta de Notícias, também descartaram a hipótese de um complô político. No entanto, sua principal preocupação foi combater a onda de xenofobia que se insinuava contra os portugueses. O jornal criticou a polícia por dar destaque à nacionalidade do atirador, afirmando que "a loucura não é privilégio de nacionalidade alguma".

### Outros periódicos
O jornal feminino O Sexo Feminino expressou horror e alívio, publicando uma "nota de pesar que engrandecia o Imperador" e celebrava a sobrevivência de sua "Preciosa Vida". A historiografia aponta que essa foi uma das últimas grandes manifestações de lealdade do periódico à monarquia antes de aderir à causa republicana.

### Comunidade portuguesa
A nacionalidade do atirador causou pânico na comunidade portuguesa do Rio de Janeiro. O embaixador de Portugal, Nogueira Soares, convocou uma reunião de emergência. Associações como o Liceu Literário Português e o Gabinete Português de Leitura publicaram notas de repúdio veementes, desassociando-se do ato e reafirmando sua lealdade ao imperador. Essa reação efusiva foi, ironicamente, criticada por jornais como a Gazeta de Notícias e O Paiz, que a consideraram exagerada e desnecessária.

## Análise histórica e consequências
O atentado de julho de 1889 é considerado por historiadores mais como um sintoma do que como uma causa da queda do Império. Ele não alterou o curso dos acontecimentos, mas serviu como um "ensaio geral" para as forças políticas em conflito, revelando suas estratégias e fragilidades.
- Para os republicanos, o episódio expôs o risco de terem sua causa associada a atos de violência, forçando seus líderes a reforçarem publicamente o caráter pacífico e evolutivo de seu movimento.
- Para os monarquistas, a tentativa de usar o atentado para gerar uma onda de simpatia pelo imperador e criminalizar a oposição teve efeito limitado, mostrando o desgaste da imagem do monarca como uma figura unificadora e intocável.
- O desfecho do julgamento, com a absolvição de Adriano do Valle sob o novo regime, é simbolicamente poderoso. Ele representa a ruptura da nova ordem republicana com a lógica de crimes de "lesa-majestade", tratando o caso sob a ótica de um crime comum, e absolvendo o réu por falta de provas, num claro distanciamento do sistema judicial imperial.

O atentado também se insere num contexto de crescente violência política que marcou o fim do Império, que culminaria no atentado ao Almirante Barão de Ladário durante os eventos da Proclamação da República e no Massacre de 17 de novembro, no Maranhão.

## Biliografia
- Gomes, Laurentino (2013). 1889: Como um imperador cansado, um marechal vaidoso e um professor injustiçado contribuíram para o fim da Monarquia e a Proclamação da República no Brasil. São Paulo: Globo Livros. p. 136. ISBN 9788525054463